# Oumou Coulibaly (1964)
Pour les articles homonymes, voir Oumou Coulibaly.
Oumou Coulibaly, née vers 1964, est une femme politique malienne, membre du parti Alliance pour la République (APR).
Inspectrice commerciale de formation, elle est la cinquième adjointe au maire de la commune V du district de Bamako.
Elle est élue pour la première fois députée à l'Assemblée nationale, dans la commune V de Bamako, aux élections législatives maliennes de 2020,.